# Ernst Boepple
Ernst Boepple, född 30 november 1887 i Betzingen, död 15 december 1950 i Kraków, var en tysk förläggare och under andra världskriget en av makthavarna i Generalguvernementet.

## Biografi
Boepple studerade moderna språk och historia vid universiteten i Tübingen, Paris, Oxford och London. År 1916 promoverades han till filosofie doktor. Boepple deltog i första världskriget och uppnådde graden Oberleutnant. År 1918 ingick han i propagandaorganisationen Alldeutscher Verband.
Den 5 januari 1919 grundades Tyska arbetarpartiet (Deutsche Arbeiterpartei, DAP) och Boepple var då en av de första medlemmarna. Partiet bytte senare namn till Nationalsocialistiska tyska arbetarepartiet (NSDAP). Samma år övertog han Deutsche Volksverlag, som hade grundats av Julius Friedrich Lehmann. Tillsammans med Alfred Rosenberg startade Boepple tidskriften Der Weltkampf med undertiteln Monatsschrift für Weltpolitik, völkische Kultur und die Judenfrage aller Länder. Boepple var även medgrundare av Deutschvölkischer Schutz- und Trutzbund.
Den 9 november 1923 deltog Boepple i Adolf Hitlers ölkällarkupp i München. Efter det misslyckade kuppförsöket förbjöds NSDAP fram till februari 1925.

### NSDAP vid makten
Den 30 januari 1933 utnämndes Adolf Hitler till Tysklands rikskansler. Boepple blev ansvarig för utbildning och kultur vid bayerska statsministeriet. År 1934 inträdde han i Schutzstaffel (SS), där han uppnådde tjänstegraden Oberführer. I mars 1935 avled Bayerns kultusminister, Hans Schemm, och Boepple efterträdde då denne som verkställande kultusminister. Två år senare utnämndes Boepple till statssekreterare. I september 1939 avskedades han efter en konflikt med Gauleiter Adolf Wagner. Boepple lämnade därefter den bayerska politiken och gjorde krigstjänst 1940–1941.

### Generalguvernementet
Efter den tyska erövringen av Polen i september 1939 inlemmades de västra delarna i det tyska riket, medan det övriga territoriet ockuperades under namnet Generalguvernementet. Till generalguvernör utnämndes Hans Frank och till statssekreterare Josef Bühler. Boepple utsågs till Bühlers ställföreträdare och som sådan kom han att vara en av de huvudansvariga för den tyska ockupationspolitiken och förintelsen i Polen. Boepple kom med tiden att bli en av Franks närmaste medarbetare och var under det sista krigsåret Franks förbindelseman med Gauledarna i Niederschlesien och Oberschlesien. År 1945 var han åter verksam vid det bayerska statsministeriet.

### Rättegång
Efter andra världskrigets slut greps Boepple av amerikanska soldater. Han utlämnades till Polen i oktober 1947 och ställdes två år senare inför en polsk domstol och dömdes till döden. Boepple avrättades genom hängning den 15 december 1950.